# 産業医科大学病院
産業医科大学病院（さんぎょういかだいがくびょういん）は、福岡県北九州市八幡西区の産業医科大学キャンパスにある大学病院である。

## 特徴
日本で唯一の産業医を育成するための医育機関として開設され、北九州地域では唯一の大学病院でもある。当時北九州市は、政令指定都市で唯一医学系の大学が立地せず（歯学系としては九州歯科大学があった）、このため医学系の大学および大学病院の誘致に熱心だったと言われている。
2002年（平成14年）4月に救急病院（2次）指定。北九州地域の高度医療の拠点のひとつであることは勿論、北九州市北西部のみならず遠賀郡など周辺地域の地域医療の中核拠点の役割をも担っている。2006年（平成18年）4月からは北九州市営バスの病院敷地内への乗り入れが開始され、通院が容易になった。

## 指定医療
- 特定機能病院
- 救急指定病院（北九州市2次指定。この地域における3次指定病院は北九州市立八幡病院）
- 福岡県災害派遣医療チーム（ＤＭＡＴ）指定医療機関

この他にも多くの指定を受けている。詳細は公式サイトを参照

## 診療科
- 膠原病リウマチ内科、内分泌代謝糖尿病内科
- 循環器内科、腎臓内科
- 消化器内科、肝胆膵内科
- 血液内科
- 呼吸器内科
- 神経内科、心療内科
- 神経・精神科
- 小児科
- 消化器・内分泌外科
- 呼吸器・胸部外科
- 心臓血管外科
- 脳神経外科
- 整形外科
- 皮膚科
- 形成外科
- 泌尿器科
- 産婦人科
- 眼科
- 耳鼻咽喉科・頭頸部外科
- 放射線科
- 放射線治療科
- 麻酔科
- リハビリテーション科
- 救急科
- 歯科・口腔外科
- 病理診断科

### 専門センター
複数の診療科が運営に関与したり、診療科内の特定の領域を集中して担当するなど、専門性の高い部署を挙げる。
- 集中治療部（救急科連携）
- 緩和ケアセンター（専門病床は設けず）
- メンタルヘルスセンター（神経・精神科、心療内科）
- 認知症センター
- 看護部

## 交通アクセス
- JR九州鹿児島本線・筑豊本線折尾駅よりバスで10分（北九州市交通局、北九州）
- JR九州鹿児島本線黒崎駅よりバス（北九州市交通局、西鉄バス北九州）
  - 市営シャトルバス31番・西鉄バス74番・77番 JR折尾駅 - 「産業医科大学病院」（病院玄関前）
  - 上記以外の路線は病院東側道路上の「産業医科大学病院入口」バス停に停車

## 事件・トラブル

### 医療事故
同病院で関節リウマチの治療を行っていた患者のうち、メトトレキサートの投与を受けていた患者10人が、2009年6月から2012年9月にかけて、悪性リンパ腫を発症するなどして死亡した。医療行為としての問題は無いとされたものの、うち5人についてはカルテへの記載が不十分だったとして、診療責任者の同大学医学部教授ら計8人が2013年8月28日付で、9月11日から3か月間の出勤停止処分となった。

### 点滴袋の損傷と鎮痛剤の紛失
同病院で2016年10月20日に、薬品保管庫の鍵と鎮痛剤の容器2本が紛失しているのが見付かり、さらに、患者に投与中の点滴の袋に穴が開けられているのも発見された。福岡県警察は窃盗と器物損壊の容疑で捜査を行っている。